# 维尔斯迈尔-哈克反应
维尔斯迈尔－哈克反应（Vilsmeier-Haack reaction）是指芳香化合物与二取代甲酰胺在三氯氧磷作用下，反应生成芳环上甲酰化产物。该反应只适于活泼底物，如苯酚、苯胺。

## 反应机理
维尔斯迈尔－哈克甲酰化反应也可在缩醛的α-位上进行，水解后得到β-醛酮或者β-二醛。
烯烃也可以与DMF/POCl3体系进行同样的甲酰化反应，称为维尔斯迈尔反应（Vilsmeier reaction）。
酮与DMF/POCl3体系反应，得到β-氯代烯醛，称为维尔斯迈尔－哈克－阿诺德反应（Vilsmeier-Haack-Arnold reaction）。
光气可用于代替三氯氧膦进行此反应。